# 拉康姆猪
拉康姆猪（Lacombe）是加拿大的一个家猪品种。拉康姆猪因位于艾伯塔的拉科姆（Lacombe）的拉科姆研究中心（Lacombe Research Centre）而得名，该品种是加拿大培育出第一个家畜品种。
拉康姆猪为白色，体型中等大小，性情温顺。该品种于1947年通过将巴克夏母猪与丹麦长白和切斯特白猪的后代公猪杂交培育而成。培育这一品种的目的是生产一个与大白猪杂交的品种，大白猪当时是加拿大的主要品种。拉康姆猪最终于1957年向养猪生产者推广，并很快成为加拿大的主流品种之一。
目前，拉康姆猪只在一些私营的公司有较大的群体。拉康姆猪被加拿大珍稀动物组织认定为极危物种。